# Kotan no Kuchibue
Kotan no Kuchibue (コタンの口笛?  Susurros en Kotan) es una novela escrita por Nobuo Ishimori (石森延男?), con ilustraciones de Yoshiharu Suzuki. Fue publicada en 1957 en dos volúmenes, Arashi no uta (あらしの歌?) y Hikari no uta (光の歌?). La trama cuenta con una persona Ainu como protagonista y describe la discriminación de su etnia por parte de la población japonesa, mencionados con el término wajin (和人?), y la subsecuente reconciliación entre ambos grupos. En 1959 la novela contó con una adaptación cinematográfica dirigida por Mikio Naruse y distribuida por la productora Toho, titulada en inglés como "Whistling in Kotan" o "A Whistle in My Heart".

## Novela
La obra obtuvo el Premio Mimei de Literatura y el Premio Sankei para Libros Infantiles.

### Publicaciones y ediciones
- Kotan no Kuchibue, volumen 1: Arashi no uta. Editorial Toto Shobo, 1957 (versión en caja)
- Kotan no Kuchibue, volumen 2: Hikari no uta. Editorial Toto Shobo, 1957
- Kotan no Kuchibue, volumen 1: Arashi no uta. Editorial Toto Shobo, 1962 (edición normal)
- Kotan no Kuchibue, volumen 2: Hikari no uta. Editorial Toto Shobo, 1962
- Kotan no Kuchibue, volumen 1. Colección Kadokawa, 1966
- Kotan no Kuchibue, volumen 2. Colección Kadokawa, 1966
- Kotan no Kuchibue, volumen 1. Editorial Kaiseisha (serie "Selección de obras maestras de la literatura japonesa, edición para jóvenes"), 1966
- Kotan no Kuchibue, volumen 2. Editorial Kaiseisha (serie "Selección de obras maestras de la literatura japonesa, edición para jóvenes"), 1966
- Kotan no Kuchibue, volumen 1. Editorial Kaiseisha (serie "Obras maestras japonesas, edición homeschooling"), 1969
- Kotan no Kuchibue, volumen 2. Editorial Kaiseisha (serie "Obras maestras japonesas, edición homeschooling"), 1969
- Kotan no Kuchibue, volumen 1. Colección Obunsha, 1975
- Kotan no Kuchibue, volumen 2. Colección Obunsha, 1975
- Kotan no Kuchibue, volumen 1, primera parte. Colección Kaiseisha, 1976, ISBN-978-4038501708
- Kotan no Kuchibue, volumen 1, segunda parte. Colección Kaiseisha, 1976, ISBN-978-4038501807
- Kotan no Kuchibue, volumen 2, primera parte. Colección Kaiseisha, 1976, ISBN-978-4038501906
- Kotan no Kuchibue, volumen 2, segunda parte. Colección Kaiseisha, 1976, ISBN-978-4038502002
- Kotan no Kuchibue. Editorial Kodansha (serie "Obras Literarias Infantiles"), 1976
- Kotan no Kuchibue, volumen 1, parte 1. Colección Kodansha Aoi Tori, 1988, ISBN- 978-4061472341
- Kotan no Kuchibue, volumen 1, parte 2. Colección Kodansha Aoi Tori, 1988, ISBN- 978-4061472372
- Kotan no Kuchibue, volumen 2: parte 3. Colección Kodansha Aoi Tori, 1988
- Kotan no Kuchibue, volumen 2: parte 4. Colección Kodansha Aoi Tori, 1988, ISBN- 978-4061472471

## Adaptación cinematográfica
La adaptación al cine fue estrenada el 29 de marzo de 1959, distribuida por Toho. La versión a color del filme fue desarrollada con la tecnología de lentes anamórficas Toho Scope (東宝スコープ Tōhō sukōpu?).
La película transcurre principalmente en la ciudad de Chitose, Hokkaidō, y en la misma se pueden apreciar varios paisajes de la época, como por ejemplo el antiguo edificio de la escuela secundaria de Chitose.

### Sinopsis
Afrontando la pobreza, Masa y Yukata viven en la isla de Hokkaidō junto con su padre. En su día a día deben sobrellevar la marginación que surge a causa de formar parte de un grupo étnico minoritario donde, incluso en vista de su rendimiento académico, son despreciados por la mayor parte de la población. Debido a esto, sus maestros deciden tomar acción para combatir la discriminación hacia sus alumnos y, en mayor o menor medida, hacia el resto de la etnia.

### Personajes y elenco
- Masa Hatanaka: Yoshiko Koda
- Yutaka Hatanaka: Ken Kubo
- Maestro Taniguchi: Akira Takarada
- Ikan Tehue: Kumi Mizuno
- Koji Hatanaka: Kunio Otsuka
- Kiyoshi Tazawa: Akira Kubo
- Kinji Hatanaka: Mineo Suehiro (bajo el nombre artístico Sazanka Kyu)
- Maestro Nakanishi: Yoshio Tsuchiya
- Phillip: Bokuzen Hidari
- Esposa del tabernero: Chieko Nakakita
- Atsuko Ichinomiya
- Fuyuki Murakami
- Huacalpa: Yoshifumi Tajima
- Señora Ikante: Eiko Miyoshi
- Director Tazawa: Takashi Shimura
- Iyon Hatanaka: Masayuki Mori
- Tabernero: Yutaka Sada
- Fumiko Koyama: Sachiko Seki
- Maestro Mitsui: Yoshiko Matsuba
- Sachiko Koyama: Akiko Takebe
- Gon Sato: Masami Yamazaki
- Jiro Okano: Sumio Takahashi
- Hatsu Goto: Yoshiko Yoshino
- Sakichi y Sabo: Hiroshi Kodama
- Noda: Takaichi Nobeyama
- Iwamoto: Masaharu Fujikawa
- Leñador A: Toku Ihara
- Leñador B: Masaaki Tachibana
- Akira Sera
- Shiro Tsuchiya
- Ryuichi Hosokawa (nombre artístico Yoichiro Kitagawa)
- Akio Kusama
- Shigeo Kato
- Masayoshi Kawabe
- Koichi Sato
- Koji Uruta (nombre real Koji Uruki)

### Personal
- Producción: Tomoyuki Tanaka
- Autor original: Nobuo Ishimori
- Guion: Shinobu Hashimoto
- Música: Akira Ifukube
- Fotografía: Masao Tamai
- Dirección artística: Tomo Nakadashi
- Grabación: Masao Fujiyoshi
- Iluminación: Choshiro Ishii
- Edición: Hideshi Oi
- Asistente de dirección en jefe: Koji Kajita
- Productor: Teruo Maki
- Mezcla de audio: Shimonaga Nao
- Extras: Grupo Wakakusa, Grupo Himawari, Grupo Asunaro, Grupo Wakai Hito
- Revelado: Tokyo Laboratory
- Dirección: Mikio Naruse

### Estrenos simultáneos
Nuestra madre (僕らの母さん Bokura no Kaa-san?)
- Guion y dirección: Noriyuki Itatani (guion bajo el nombre artístico Ippei Nogi[5]) / Protagonizada por: Nobuko Otowa / Producción: Tokyo Eiga Works